# BNSF Railway

A BNSF vasúthálózata

A BNSF Railway (korábbi teljes nevén Burlington Northern and Santa Fe Railway, röviden BNSF) Észak-Amerika legnagyobb áruszállító vasúti hálózata és vasúttársasága. A kilenc észak-amerikai I. osztályú vasúttársaság egyike, a BNSF 41 000 alkalmazottal, 28 államban 32 500 mérföld (52 300 km) hosszúságú pályával és több mint 8000 mozdonnyal rendelkezik. Három transzkontinentális útvonallal rendelkezik, amelyek vasúti összeköttetést biztosítanak az Amerikai Egyesült Államok nyugati és keleti része között. A BNSF vonatai 2010-ben több mint 169 millió mérföldet (272 millió kilométert) tettek meg, többet, mint bármely más észak-amerikai vasúttársaság.
A BNSF Railway Company az anyavállalat Burlington Northern Santa Fe, LLC fő üzemeltető leányvállalata. A texasi Fort Worthben található székhelyű vasúttársaság anyavállalata a Berkshire Hathaway, Inc. százszázalékos tulajdonú leányvállalata.
A vállalati sajtóközlemények szerint a BNSF Railway Észak-Amerika intermodális árufuvarozásának vezető szállítói közé tartozik. Emellett ömlesztett árut is szállít, többek között annyi szenet, amely az Egyesült Államokban termelt villamos energia mintegy 25%-ának előállításához szükséges.
A BNSF létrehozása egy holding társaság 1995. szeptember 22-i megalakulásával kezdődött. Ez az új holding megvásárolta az Atchison, Topeka and Santa Fe Railway-t (gyakran "Santa Fe"-nek nevezik) és a Burlington Northern Railroad-ot, és 1996. december 31-én hivatalosan is egyesítette a vasutakat a Burlington Northern and Santa Fe Railway-be. 2005. január 24-én a vasút nevét hivatalosan BNSF Railway Company-ra változtatták, az eredeti név kezdőbetűit használva.
2009. november 3-án Warren Buffett Berkshire Hathaway cége bejelentette, hogy részvényenként 100 dollárért készpénzben és részvényekben megvásárolja a BNSF fennmaradó 77,4 százalékát, amely még nem volt a tulajdonában - az üzlet értéke 44 milliárd amerikai dollár volt. A vállalat becslések szerint 34 milliárd dollárt fektet a BNSF-be és 10 milliárd dollárnyi adósságot vesz át. 2010. február 12-én a Burlington Northern Santa Fe Corporation részvényesei megszavazták a felvásárlást.
A BNSF és legfőbb versenytársa, a Union Pacific Railroad duopóliummal rendelkezik az Egyesült Államok nyugati részén található összes transzkontinentális tehervonati vonalon, és több ezer mérföldnyi pályán osztoznak a pályahasználati jogokon.
A jelenlegi vezérigazgató Kathryn Farmer.

## Eszközök és alkalmazottak
2007-ben a társaságnak több mint 40 000 alkalmazottja, 6 400 mozdonya és 85 338 vasúti teherkocsija volt:
- 36 439 covered hoppers,
- 13 690 gondola,
- 7 948 boxcar
- 11 428 open hoppers
- 10 470 pőrekocsi,
- 4 196 hűtővagon,
- 416 autószállító vagon,
- 427 tartálykocsi,
- 324 egyéb kocsi.

## Teherpályaudvarok
A BNSF több rendezőpályaudvart is üzemeltet számos városban:
- Barstow (Kalifornia) - Barstow Yard
- Galesburg (Illinois) - Galesburg Yard
- Kansas City (Kansas) - Argentine Yard
- Memphis (Tennessee) - Tennessee Yard
- Minneapolis (Minnesota) - Northtown Yard
- Pasco (Washington) - Pasco Yard
- Seattle (Washington) - Balmer Yard
- Tulsa (Oklahoma) - Cherokee Yard
- Lincoln (Nebraska) - Hobson Yard

## Festési változatok
A társaság festése az idők folyamán többször is változott:

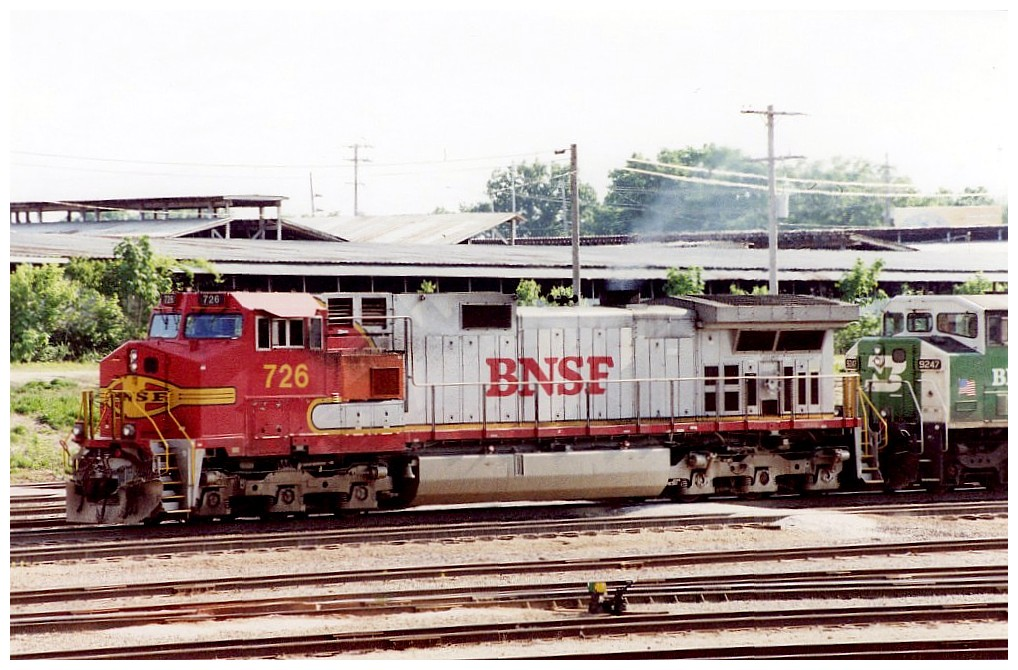
"Warbonnet"
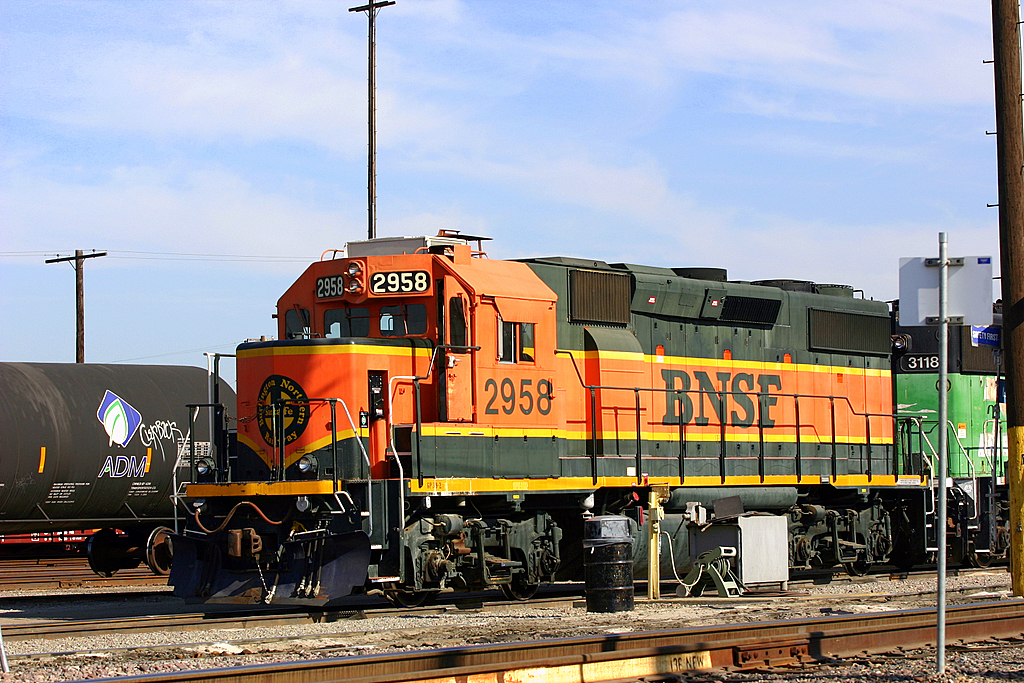
"Heritage I"
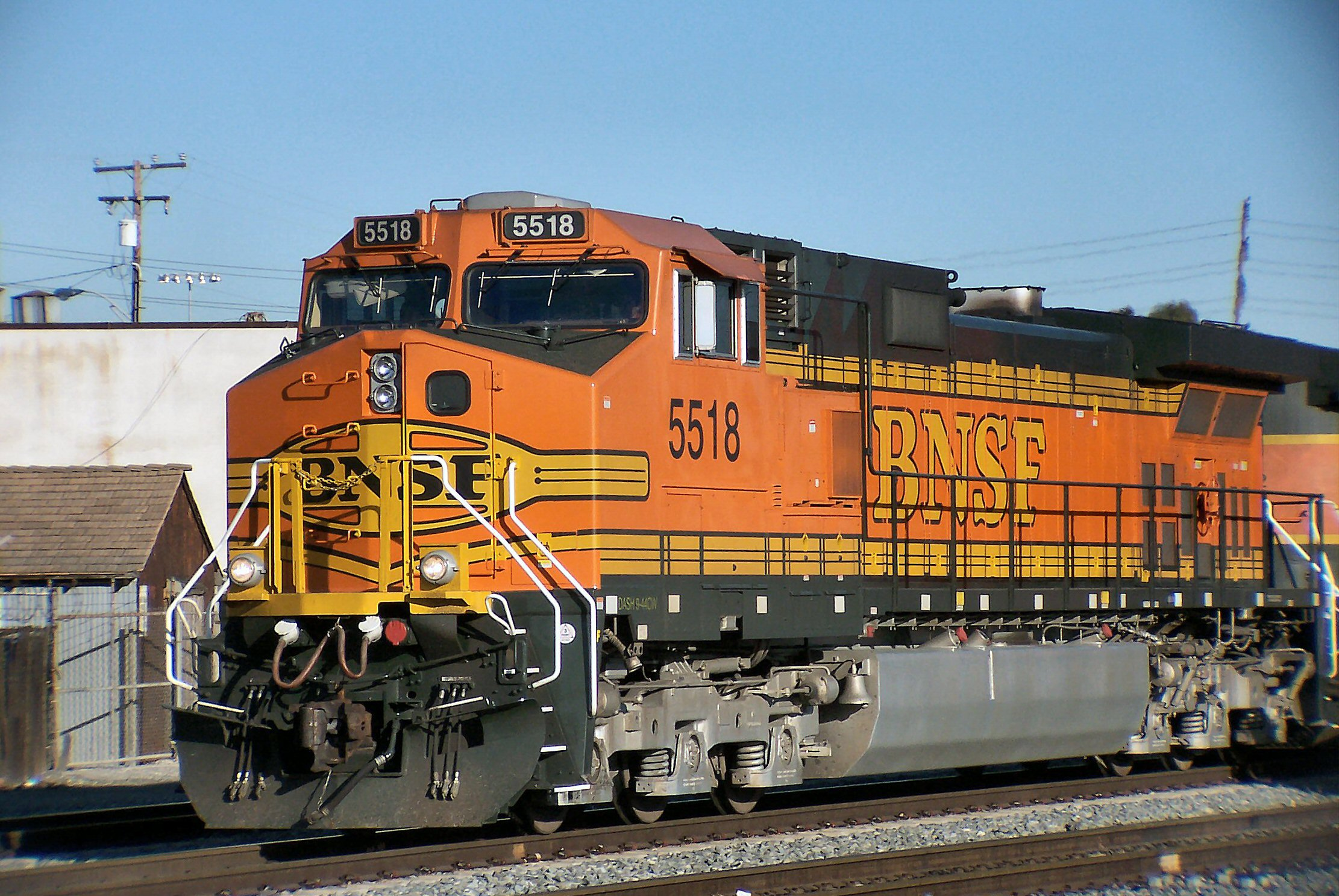
"Heritage II"
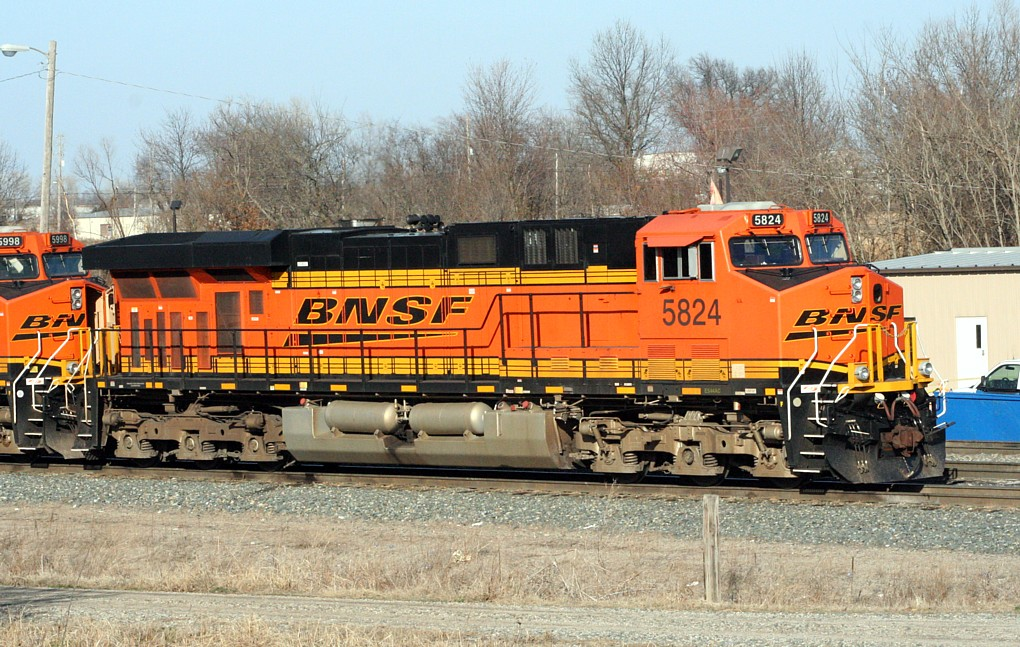
Új séma(2005)
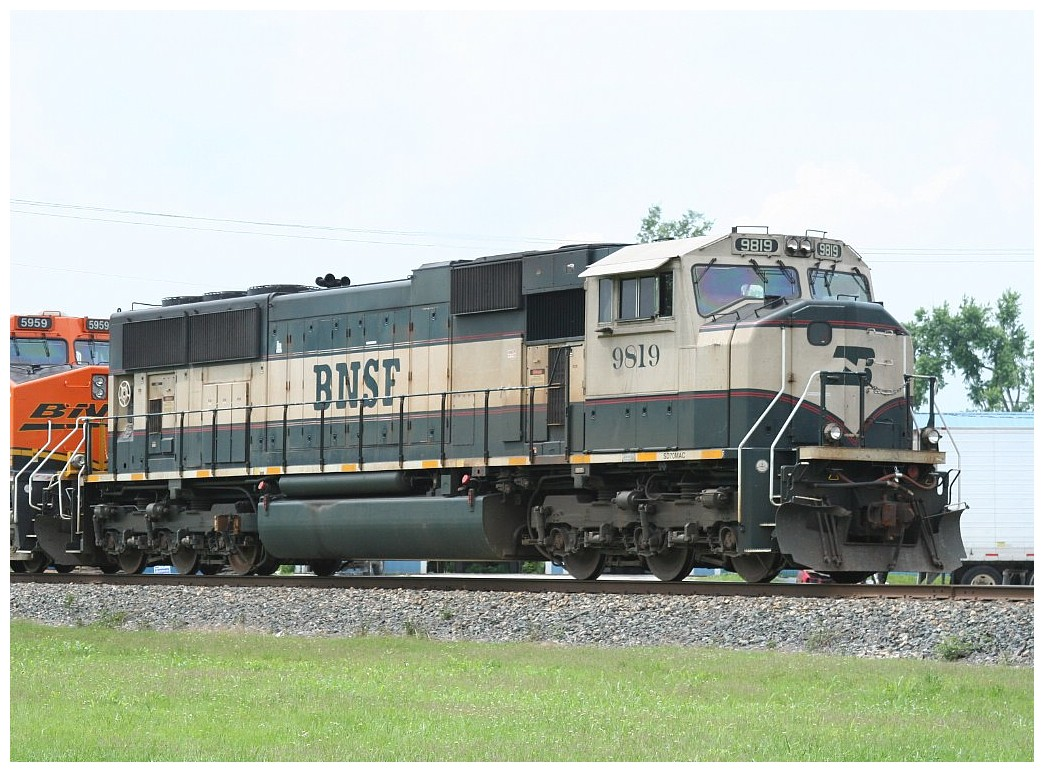
Régi BN séma "BNSF" felirattal a mozdony oldalán
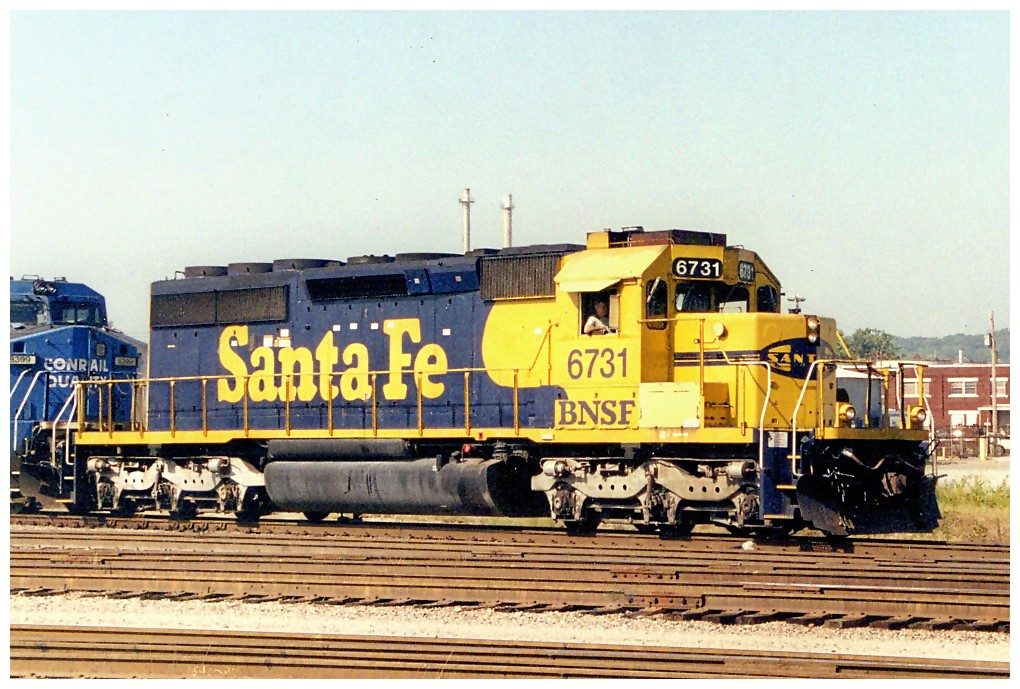
Régi SF séma

## Érdekességek
A társaság egyik vasútvonala szerepelt a Microsoft Train Simulator játékban.